# Wirtelschwanzleguane

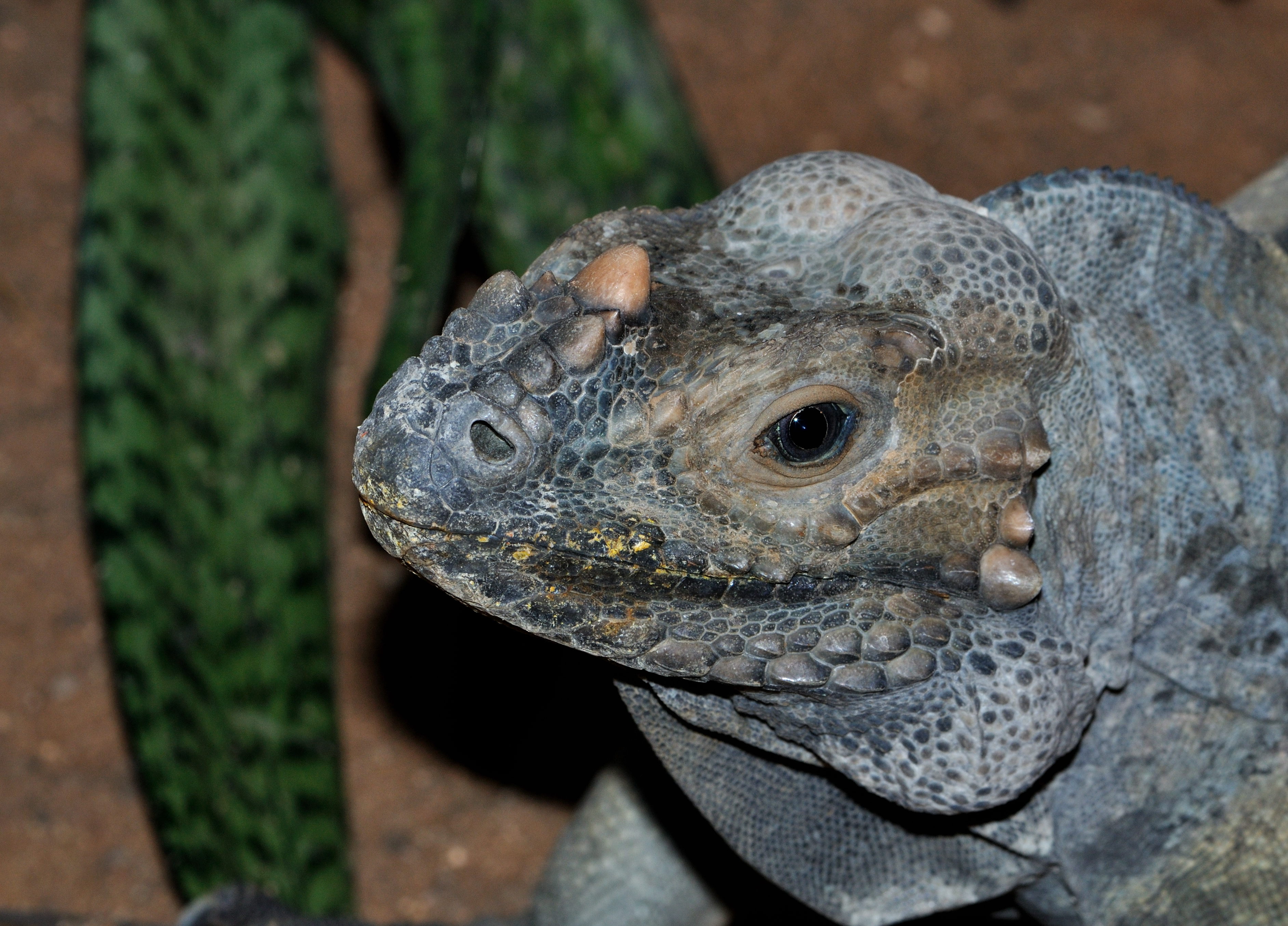
Nashornleguan (Cyclura cornuta)

Die Wirtelschwanzleguane (Cyclura) leben endemisch auf verschiedenen Inseln der nördlichen Antillen (Bahamas, Kuba, Jamaika, Hispaniola, Cayman Islands, Turks- und Caicosinseln, Navassa, Anegada). Eine ehemals auf Puerto Rico vorkommende Art ist ausgestorben. Die Vertreter dieser Gattung bewohnen felsige Gegenden, Steppen und lichte Wälder. Ausgewachsene Männchen sind revierbildend und verteidigen vor allem nahrungsreiche Lebensräume. Der Bestand aller Arten von Wirtelschwanzleguanen gilt als gefährdet oder stark gefährdet. Von einigen gibt es nur noch etwa 100 bis 300 Exemplare. Die IUCN zählt den Jamaika-Leguan zu den einhundert am stärksten vom Aussterben bedrohten Tierarten der Welt. Der bekannteste Wirtelschwanzleguan ist der Nashornleguan, der in vielen Zoologischen Gärten gehalten wird.

## Merkmale
Die kräftigen Echsen erreichen Längen über 1,20 Meter – die größte, der Kubaleguan, eine Kopf-Rumpf-Länge von 75 Zentimetern. Der Schwanz erreicht normalerweise das 1,5fache der Kopf-Rumpf-Länge. Alle Wirtelschwanzleguane haben einen kräftigen Kopf mit einem kammlosen Kehlsack, der bei Männchen größer ist. Ältere Männchen bekommen im Alter zwei deutlich sichtbare Beulen auf dem Hinterkopf.

## Arten
- Turks-und-Caicos-Leguan (Cyclura carinata Harlan, 1824)
- Jamaika-Leguan (Cyclura collei Gray, 1845)
- Nashornleguan (Cyclura cornuta (Bonnaterre, 1789))
- Bahamaischer Felsen-Nordleguan (Cyclura cychlura (Cuvier, 1829))
- Blauer Leguan (Cyclura lewisi Grant, 1940)
- † Navassa Insel-Grundleguan (Cyclura nigerrima Cope, 1885) (Synonym Cyclura cornuta onchiopsis)
- Kubaleguan (Cyclura nubila (Gray, 1831))
- Anegada Grundleguan (Cyclura pinguis Barbour, 1917)
- Hispaniola-Leguan (Cyclura ricordi (Duméril & Bibron, 1837))
- Acklins Grundleguan (Cyclura rileyi Stejneger, 1903)
- Mona-Insel-Leguan (Cyclura stejnegeri Barbour & Noble, 1916)